# Lightnin' Strikes (альбом Лайтніна Гопкінса, 1962)
Lightnin' Strikes — студійний альбом американського блюзового музиканта Лайтніна Гопкінса, випущений у 1962 році лейблом Vee-Jay.

## Опис
Цей альбом включає записи Лайтніна Гопкінса початку 1960-х років, зроблених для чиказького лейблу Vee-Jay у 1962 році, хоча всі вони були записані в його рідному місті Х'юстоні. Вісім пісень були записані на студії Білла Квінна Gold Star Studios. Дві пісні були записані за участі ударника Кінга Айворі Лі Семієнса із Гопкінсом, який грає на електричній гітарі.

## Список композицій
1. «Got Me a Louisiana Woman» (Лайтнін Гопкінс, Лі Айворі Семієн) — 3:02
2. «Want to Come Home» (Енні Каллен, Білл Квінн) — 3:55
3. «Please Don't Quit Me» (Енні Каллен, Білл Квінн) — 3:09
4. «Devil Is Watching You» (Енні Каллен, Білл Квінн) — 3:57
5. «Rolling and Rolling» (Енні Каллен, Білл Квінн) — 2:48
6. «War Starting Again» (Лайтнін Гопкінс, Лі Айворі Семієн) — 3:02
7. «Walkin' Round in Circle» (Енні Каллен, Білл Квінн) — 3:02
8. «Mary Lou» (Енні Каллен, Білл Квінн) — 3:13
9. «Heavy Snow» (Енні Каллен, Білл Квінн) — 3:31
10. «Coon Is Hard to Catch» (Енні Каллен, Білл Квінн) — 4:10

## Учасники запису
- Лайтнін Гопкінс — вокал, гітара

Технічний персонал
- Джон В. Пітерс — текст